# 打ち水

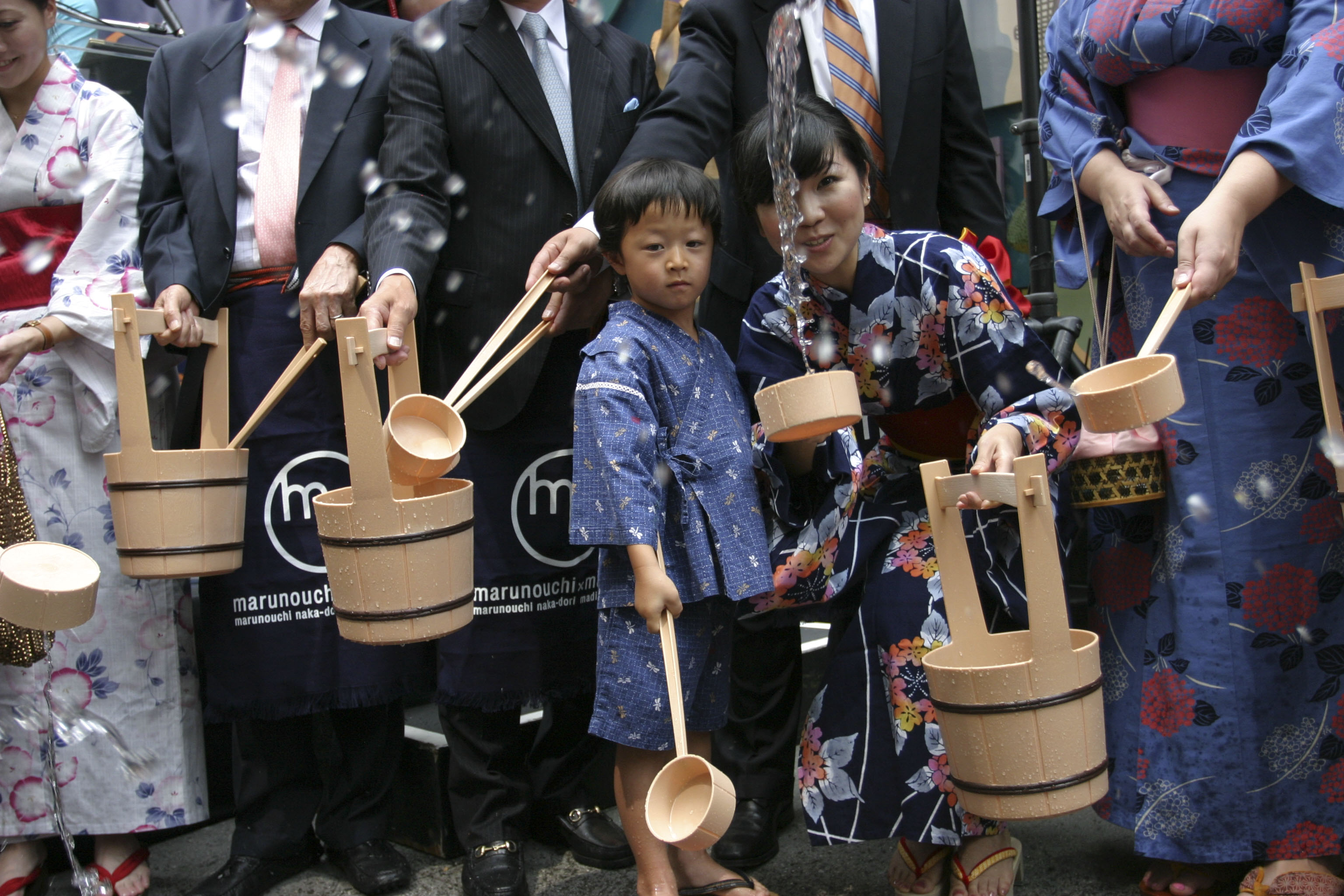
打ち水

打ち水（うちみず）とは、庭先や道路など屋外の地面に水を撒いて涼を得る日本の伝統的な慣習である。また、その水のこと。打水とも。

## 歴史と文化的背景
打ち水の起源については諸説あるが、戦国時代～安土桃山時代に成立した茶道では、来客前・中立ち・終会時の三度に露地へ水を撒く「三露」の作法が知られており、その作法にその源を求める説がある。
このような茶道の礼節作法が一般庶民にも広まったのは江戸時代ごろで、江戸時代の俳諧師である宝井其角の句「水うてや蝉も雀もぬるる程」のように打ち水が俳句に詠まれることもあった。当時の打ち水の習慣は涼をとることに加え、道の土埃が舞わないようにしたり、客を招く時に玄関先や道に水を撒くことで、お清めをする意味もあった。

## 打ち水の冷却効果
打ち水の冷却効果は、水が蒸発するときに周囲から蒸発熱を奪う現象に基づく。水1 gの蒸発に伴い約2.45 kJ(0.58 kcal)の熱が吸収されるため、地表面温度とその付近の気温が低下する。
2003年、2004年、2007年の夏に東京都墨田区で実施された研究によれば、広域に一斉散水した場合に気温が平均0.5 ℃～0.7℃程度低下するとの結果が報告されている。南池袋公園で実施された観測では、打ち水直後に地表面温度が約20 ℃下がったものの、効果の持続はおおむね1 時間以内であった。
冷却効果は時間帯・散水量・気象条件によって大きく変動する。朝夕や日陰で行うと蒸発に要する時間が長くなり、冷却が持続しやすいとされる。一方、炎天下の乾燥条件下では水が瞬時に蒸発し、局所的に湿度が上昇することで「蒸し暑さ」が強まる場合もある。岐阜県多治見市では、散水車による大規模な打ち水が「かえって暑く感じる」との市民の声を受けて2010年に中止された例が報じられている 。

## ヒートアイランド対策としての打ち水

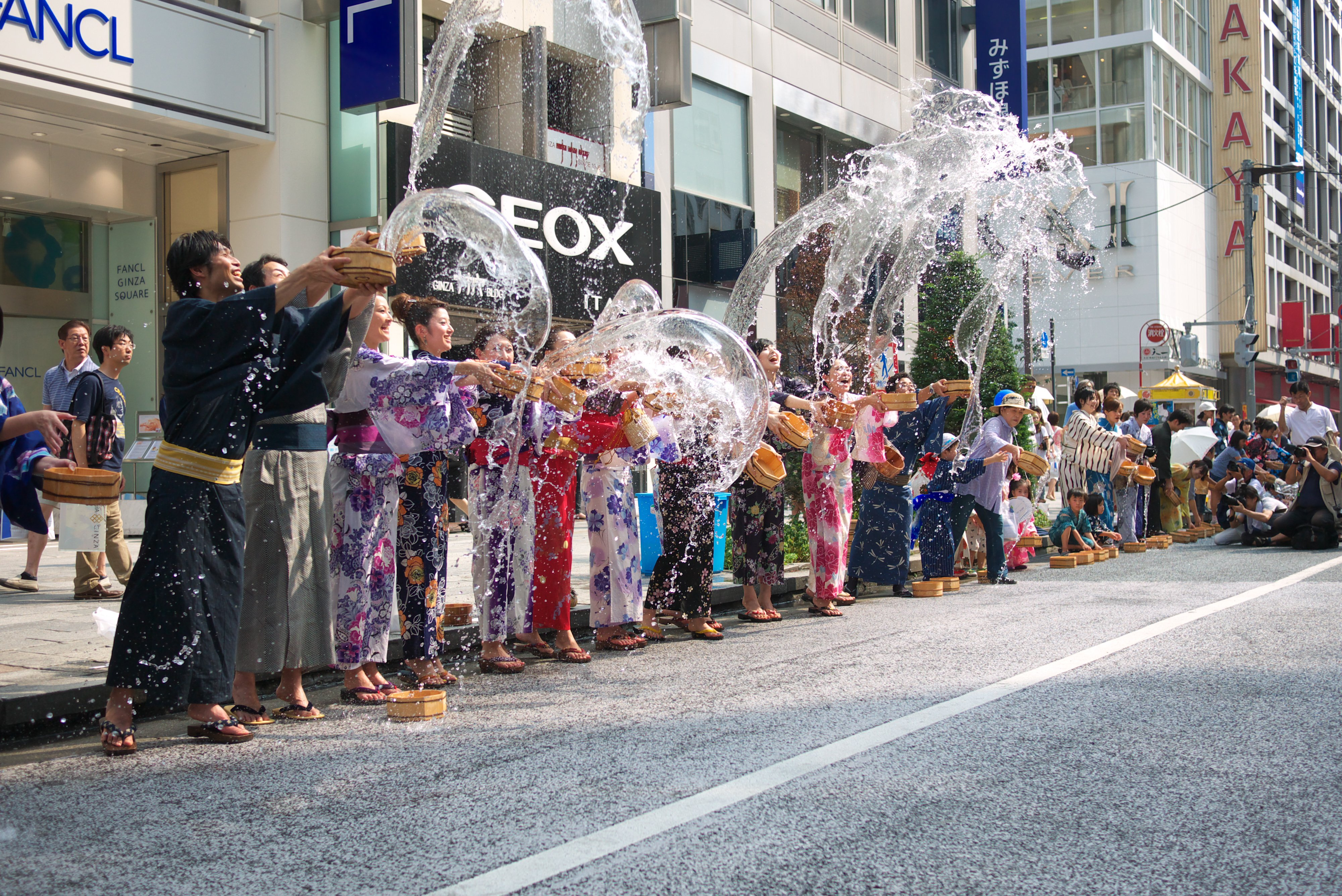
銀座で開かれたイベントでの打ち水の様子

近年では東京都などの全国の市町村が都市部のヒートアイランド対策として、一斉に打ち水を行うという計画を進めている。また、政府も地球温暖化対策キャンペーンの一環として打ち水を奨励している。
国土交通省は、「雨水や下水再生水などの二次利用水を活用した『打ち水』の生活習慣化は、無理のない節水に繋がり、貴重な水資源の有効利用に結びつく」として、水の週間一斉打ち水大作戦を2008年から毎年展開している。
また近年は水道局もこうした打ち水イベントに取り組んでいる。その一例が下水再生水の無償提供である。東京都下水道局は2017年、事前に連絡の上、再生水を持ち運べる容器を持参することで、水再生センターで無料提供した。
また人間の手による打ち水に加え、一部の都市では保水効果を高めるため道路に追加舗装をしているところもある。
新潟県三条市など積雪地域では、道路などに設置された消雪パイプを利用して打ち水を実施する試みもある。